# Barbareskpirater

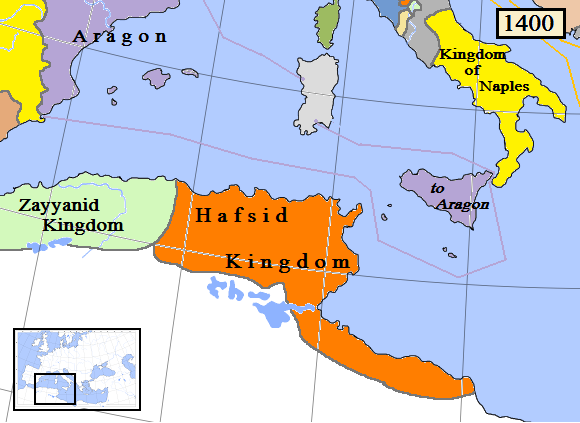
Hafsid 1400.

Barbareskpiraterna var sjörövare eller kapare från Barbareskstaterna i Nordafrika, som härjade i Medelhavet och östra Atlanten, i vissa fall så långt bort som Island och Brasilien.  De ägnade sig främst åt slavhandel och upprätthöll Slavhandeln på Barbareskkusten genom slavräder: deras kanske mest berömda var Turkräden på Island 1627.  De stod periodvis under beskydd från osmanska riket. 

## Bakgrund
Under Islamiska expansionen på 600- och 700-talet erövrade muslimer landet runt Södra medelhavet, inklusive Iberiska halvön och Mellanöstern.
År 1095 kallade påven Urban II till ett pilgrimståg för att befria det Heliga landet från saracenerna. Det första korståget mot Islam inleddes och följdes av åtta till under 200 år, men korsfararna kontrollerade bara Jerusalem under några årtionden på 1100-talet, men etablerade några stater vid Medelhavets västra kust. Nordafrika styrdes av det Abbasidiska kalifatet fram till 1258. Därefter styrdes Libyen, Tunisien och en stor del av Algeriet av den Hafsidiska dynastin fram till mitten på 1500-talet. År 1453 belägrades Konstantinopel och erövrades av det Osmanska riket.
År 1492 föll den sista muslimska staten, Granada, på Iberiska halvön, som till fullo kontrollerades av Spanska inperiet och kungaparet Ferdinand och Isabella flyttade in i Alhambra och förenade därmed en stor del av Spanien. Kristendomen var en påbjuden religion etnisk rensning av muslimer och judar genomdrevs.

## Historik
Muslimska pirater var kända i Medelhavsområdet redan på 800-talet. Morerna från Andalusien erövrade Balearerna år 798. Öarna hade varit ett sjörövarnäste redan på Vandalernas tid. 820 erövrades Kreta och blev ett emirat. Därifrån angreps Bysans öar i Egeiska havet. Sicilien erövrades 878 och blev bas för piratflottor. Korsika och Sardinien hotades också, men örlogsflottor från Genua och Pisa kunde förhindra att de stora öarna kom under muslimskt herravälde.
Från 1100-talet pågick en ständigt konflikt mellan det kristna Europa och det muslimska Mellanöstern. På 1200-talet ökade sjöröveriet från de Katalanska länderna, och franska och italienska kustsamhällen drabbades svårt. Hela byar kunde tömmas på sin befolkning, som blev slavar. I slutet på 1300-talet var problemet så stort att Frankrike och år 1390 Genua rustade en stor flotta och angrep huvudstaden i Ifriqiya.
Sjöröveriet minskade inte när det Osmanska riket nominellt lade hela Nordafrika utom Marocko under sig. Snarare växte sjöröveriet i intensitet sedan Spanien år 1492 hade enats till ett kristet rike efter erövringen av det muslimska emiratet Granada, och tiden 1530–1830 har beskrivits som den mest intensiva för barbareskpiraterna. Under denna tid spred sig barbareskpiraternas verksamhet och överfall från Medelhavsområdet upp längs västra Europas kust till brittiska öarna och så långt norrut som till Island, samt till Atlantens sjötrafik. 
Sjöröveriet bedrevs systematiskt och uppmuntrades aktivt och beskattades av de nordafrikanska regeringarna. Europas sjöfarande nationer tvingades betala skatt till sjörövarna för att få sin handelsflagga respekterad. Först 1830 fick sjöröveriet sin stora knäck i och med det att fransmännen lyckades erövra Algeriet, vars pirater var de mest fruktade.

### England och Barbareskpiraterna
Barbareskpirater från Alger och Tunis attackerade engelska skepp både i Medelhavet och på Atlanten ända upp till de brittiska öarna. Piratskeppen var svåra att upptäcka då de ofta bestod av västerländskt byggda skepp som seglade under falsk flagg, och att försöka fly från dem innan de var identifierade var riskabelt, då de, ifall det skulle visa sig inte vara pirater, utsatte sig för att misstänkas vara smuggelbåtar om de försökte fly. Även när de var identifierade som piratskepp, kunde man inte skilja de som kom från Tunis och de som kom från Alger från varandra, vilket innebar svårigheter då England ofta var i konflikt med den ena och allierad med den andra samtidigt, en förvirring som piraterna utnyttjade. Piratskeppen bestod oftast av så kallade man-of-war-skepp, vilka oftast var större och mer snabbgående än engelska handelsskepp som de föredrog att överfall, vilket gjorde det svårt att fly från dem. Det rådde en stor fruktan för piraterna på grund av att fångenskap kunde innebära slaveri, och på grund av den felaktiga tron att de som gjorde motstånd oftare togs som slavar, avstod besättningen ofta från att göra motstånd. Att engelska skepp togs av piraterna var vanligt. Det var vanligt att de engelska sjömännen sedan löstes ut av den engelska kronan. 
Utöver tillfångatagandena till havs, gjorde dock piraterna även strandräder på de brittiska öarna. Dessa blev särskilt vanliga under första hälften av 1600-talet. Den kanske mest berömda är räden mot Baltimore på Irland 1631, följd av räden mot dess grannort Dungarvon, där 50 personer bortfördes. Det egentliga England blev dock också utsatt för frekventa strandräder. Sommaren 1625 härjade trettio man-of-war-skepp längs Cornwalls kuster och på Bristolkanalen, och tillfångatog bland annat sextio personer från en kyrka i Mount's Bay. Ett anfall vid Fowey i Cornwall 1645 resulterade i tillfångatagandet av 240 personer, bland dem även en del kvinnor ur överklassen, "gentlewomen". Strandräder var omtyckta av piraterna bland annat därför att kvinnor var betydligt mer värdefulla på slavmarknaden än män, och fångar tagna på havet mest bestod av sjömän.

### Sverige och Barbareskpiraterna
Till skydd mot sjörövarna var de få svenska fartyg som seglade på Medelhavet starkt beväpnade med kanoner. Såväl back som skans var kraftigt järnbeslagna och försedda med skjutgluggar, så att besättningen vid äntring skulle kunna dra sig in där och beskjuta sjörövarna om de kom upp på däcket. Som sista resurs medförde man sprängkistor, som kunde ha en avskräckande effekt på angriparna.
Försvarsanordningarna ombord på de svenska fartygen tog dock upp en stor del av utrymmet och kostade mer än vad handeln förmådde bära. Därför hade redan Karl XI:s förmyndare försökt komma till en uppgörelse i godo med Barbareskstaternas ledare. En portugisisk jude, Henrik Azzeveda, fick år 1667 av svenska regeringen i uppdrag att följa med ett svenskt kronofartyg som skulle besöka samtliga Barbareskstaterna, och om möjligt komma överens med deras regeringar om handelsförbindelser och fri seglats för svenska fartyg. Han skulle också lösköpa de svenska slavar som fanns i "Barbariet" – dock bestämdes maximipriset till 300 spanska piaster. Varken detta eller ett andra liknande försök hade dock någon framgång.
En effektivare åtgärd blev den utrustning av konvojer till skydd för de svenska handelsfartygen som sattes i gång år 1724. Medlen för konvojskeppens utrustning bestods av bland annat en fond, bildad av kollektmedel, som tidigare samlats in i kyrkorna för att friköpa svenska fångar ur slaveriet hos sjörövarna. Man fortsatte dock samtidigt att försöka få fred med Barbareskstaterna. En sådan kom också till stånd mellan Sverige och republiken Alger år 1729. I likhet med andra, mäktigare stater friköpte Sverige då sina handelsfartyg från de algerska sjörövarnas plundringar genom en årlig skatt, formellt i form av frivilliga gåvor till dejen, som vid fredsslutet dessutom fick två skeppsladdningar med kanoner, sablar, kanonkulor, mastträd med mera. Som gengåva sände han en frigiven slav, två levande lejon, tre hyenor och en vildkatt.
År 1736 fick Sverige även till stånd ett fredsfördrag med republiken Tunis, vars bej belönades med liknande skänker och besvarade vänligheten med ett lejon, en tiger och två strutsar. 1741 kom freden med republiken Tripolis, och liknande fredsgåvor utbyttes med dess pascha. År 1763 slöts fred även med sultanen av Marocko.